# Roger Calmels
 (août 2019).
Si vous disposez d'ouvrages ou d'articles de référence ou si vous connaissez des sites web de qualité traitant du thème abordé ici, merci de compléter l'article en donnant les références utiles à sa vérifiabilité et en les liant à la section « Notes et références ».
Roger Calmels, dit Carmelo (né le 13 mai 1912 à Toulouse et mort le 15 octobre 1995), est un footballeur français évoluant au poste d'arrière droit et meneur de jeu des années 1927 à 1949. 
Héros de la Seconde Guerre mondiale, martyre de la Gestapo, résistant et décoré de la croix de guerre par le général de Gaulle, il était également entraîneur fédéral et cadre technique .

## Biographie
Rude Artisan du Football Français , et entre autres, grâce à son invention du système de défense « le béton » qu'il joua pour la première fois en 1943 en finale de la coupe de France au Parc des Princes contre les Girondins AS Port. Il fut surnommé par la suite « La bétonneuse municipale » dans la presse spécialisée. Ce système dont il est à l'origine, fut baptisé par la suite « libéro » et fut repris dans le monde entier, par des joueurs et notamment Helenio Herrera un de ses anciens coéquipiers de l'équipe fédérale de L'Ile de France, qui lui le rebaptisa « catenaccio » dans les années 60.
Sa carrière débuta à 10 ans en 1922 au Maroc, à l'US Maroc (club de Ben Barek), dans les catégories minime, junior et réserve. Puis en 1927 à l'âge de 15 ans, il intégra l'Equipe Première de l'U.S. Marocaine, comme Arrière Droit (son poste de prédilection durant toute sa carrière). Nombre de fois, il porta le maillot des équipes du Maroc et de l'Afrique du Nord. Il fut également à plusieurs reprises champion du Maroc avec l'US marocaine et champion militaire de ce même pays avec Mario Zatelli.
Il n'y a pas que le football qui lui valut des succès, Il pratiqua de pair, pendant 5 ans, football et natation. Dans ce dernier sport, il fut champion marocain junior du 100 m nage libre, de water-polo et de relais, connaissant là aussi plusieurs sélections Nord-Africaines. Il fit aussi de la boxe avec Marcel Cerdan son ami d'enfance et de toujours. Sa réputation eut vite fait de franchir la Méditerranée en 1933 où commença sa carrière française. 
Entraîneur fédéral diplômé en 1943, il entraîna l'équipe de l'Entente Versaillaise, Cherchell (Algérie) et Tlemcen (Algérie) en 1948, et Sochaux en 1972[réf. nécessaire] ainsi que Saint-Malo en tant que directeur technique.

## Carrière

### Joueur
- 1922-1927 :  US Maroc (poussin, minime, junior et réserve)
- 1927-1933 :  US Maroc (équipe première)
- 1933-1934 :  RC France
- 1934-1942 :  CA Paris
- 1942-1943 :  Stade français-CAP (fusion du Stade francais avec le CA Paris).
- 1943-1944 :  EF Paris-Ile-de-France
- 1944-1945 :  Stade français (rupture de l'association entre le Stade francais et le CA Paris).
- 1945-1946 :  Red Star Olympique
- 1945-1946 :  US Le Mans (prêté par le Red Star)
- 1945-1947 :  US Le Mans
- 1946-1948 :  ES Versailles

### Entraîneur
- 1946-1948 :  ES Versailles
- 1948-1949 :  Cherchell
- 1948-1949 :  Tlemcen
- 1973-1974 :  AS Poissy
- 1973-1974 :  FC Sochaux-Montbéliard
- 1979-1982 :  US Saint-Malo (conseiller technique)